# Prinzapolka
Prinzapolka é um município da Nicarágua, situado na Região Autônoma da Costa Caribe Norte. Tem 7,020 km² de área e sua população em 2020 foi estimada em 64.947 habitantes.